# Endocoelus idius
Endocoelus idius is een keversoort uit de familie zwamkevers (Endomychidae). De wetenschappelijke naam van de soort werd in 1983 gepubliceerd door Strohecker.